# 中村佑介
中村佑介（1978年—）是一名日本插畫家、音乐家及漫画家。出身於兵库县寶塚市，現居住大阪府。畢業於大阪藝術大學藝術學部設計學科插畫課程。

## 相關人物
- 漫畫家石黑正數是大學時的同學。
- 欣賞的漫畫家是鳥山明。
- 平田薫的fans。

## 作品列表

### CD封套
- 亞細亞功夫世代
  - 全作品
- SPITZ
  - 三日月ロック（アナログ盤歌詞卡）

### 書籍插畫
- 推理要在晚餐後系列 作家東川篤哉
- 四疊半神話大系系列 作者森見登美彥
- 春宵苦短 少女前進吧 作者森見登美彥
- 奇想與微笑：太宰治短篇傑作選 編森見登美彥
- 青春熊貓樂團 編瀧上耕

### 画集等
- 蓝 中村佑介的插画世界Ⅰ（Blue 中村佑介画集）（画集） 2009年8月11日 收录出道前学生时代与2002年至2009年愈两百枚画作作品集
  - 陆版 后浪图书（出品）湖南美术出版社（出版） 2019年11月 ISBN 978-7-5356-8854-5
- 现在 中村佑介的插画世界 Ⅱ（NOW 中村佑介画集）（画集） 2014年12月18日 收录2009年至2014年间画作作品集
  - 陆版 四川文艺出版社（出版）2022年预定 ISBN 978-7-5411-6441-5
- 中村佑介的插画教室（みんなのイラスト教室）（作画参考书） 2015年11月2日
  - 陆版 后浪图书（出品）湖南美术出版社（出版） 2020年2月 ISBN 978-7-5356-8972-6

## 外部連結
- 官方网站